# Stefano Pozzolini
Stefano Pozzolini (ur. 31 lipca 1977 w Genui) – włoski snowboardzista. Zajął 14. miejsce w snowcrossie na igrzyskach olimpijskich w Vancouver. Jego najlepszym wynikiem na mistrzostwach świata w snowboardzie było 10. miejsce w snowcrossie na mistrzostwach w Kreischbergu. Najlepsze wyniki w Pucharze Świata w snowboardzie osiągnął w sezonie 2003/2004, kiedy to zajął 4. miejsce w klasyfikacji snowcrossu.

## Sukcesy

### Igrzyska olimpijskie
| Miejsce | Dzień     | Rok  | Miejscowość | Konkurencja    | Zwycięzca    |
| ------- | --------- | ---- | ----------- | -------------- | ------------ |
| 24.     | 14 lutego | 2006 | Turyn       | Snowboardcross | Seth Wescott |
| 14.     | 15 lutego | 2010 | Vancouver   | Snowboardcross | Seth Wescott |

### Mistrzostwa Świata
| Miejsce | Dzień       | Rok  | Miejscowość          | Konkurencja    | Zwycięzca           |
| ------- | ----------- | ---- | -------------------- | -------------- | ------------------- |
| DNF     | 28 stycznia | 2001 | Madonna di Campiglio | Snowboardcross | Guillaume Nantermod |
| 10.     | 19 stycznia | 2003 | Kreischberg          | Snowboardcross | Xavier de le Rue    |
| 17.     | 16 stycznia | 2005 | Whistler             | Snowboardcross | Seth Wescott        |
| 24.     | 14 stycznia | 2007 | Arosa                | Snowboardcross | Xavier de Le Rue    |
| 22.     | 18 stycznia | 2009 | Kangwŏn              | Snowboardcross | Markus Schairer     |

### Puchar Świata

#### Miejsca w klasyfikacji generalnej
- 1997/1998 – 127.
- 1999/2000 – 105.
- 2000/2001 – 92.
- 2001/2002 – –
- 2002/2003 – –
- 2003/2004 – –
- 2004/2005 – –
- 2005/2006 – 62.
- 2006/2007 – 187.
- 2007/2008 – 81.
- 2008/2009 – 173.
- 2009/2010 – 141.

#### Miejsca na podium
1. Arosa – 16 stycznia 2004 (Snowcross) – 1. miejsce